# Plasmus
Plasmus, nombre real Otto Von Furth, es un personaje ficticio que aparece en los cómics estadounidenses publicados por DC Comics. Se le representa como un enemigo de los Jóvenes Titanes.

## Historial de publicaciones
Plasmus apareció por primera vez en The New Teen Titans #14 y fue creado por Marv Wolfman y George Pérez.

## Biografía fictícia del personaje
Otto Von Furth  trabajaba en una mina en Berlín Oriental, Alemania, hasta que un derrumbe inesperado lo atrapó a él y a otros cuatro mineros durante siete días. Durante esos días, los compañeros de trabajo de Otto fallecieron, dejándolo como el único sobreviviente. Él y sus compañeros mineros habían estado extrayendo radio radiactivo y terminaron expuestos a él y cuando lo rescataron, lo llevaron de urgencia al hospital. Más tarde, Otto es secuestrado por el ex-nazi General Zahl, quien lo transformó en un estado similar a una gota. Su cuerpo se transformó en un protoplasma inestable. Lo llevan a la Hermandad del Mal, donde tomó el nombre de Plasmus. Él y la Hermandad del Mal luchan contra los Jóvenes Titanes en diferentes ocasiones. Disfruta de estas peleas, pero lamenta no haber sido quien finalmente mató al General Zahl. Más tarde, Plasmus termina como uno de los muchos meta-seres corrompidos y lavados de cerebro por un líder culto. El resto de la Hermandad del Mal se reforma en la Sociedad del Pecado. Más tarde es reclutado en el Escuadrón Suicida de Lex Luthor, donde aparentemente muere luchando contra Imperiex.
Plasmus acepta una invitación para unirse a la Sociedad Secreta de Super Villanos en la serie de Villains United, Cuenta regresiva a la Crisis Infinita.
Plasmus aparece en Crisis infinita como parte de un pequeño grupo de villanos que bombardea la ciudad de Blüdhaven. La criatura conocida como Chemo se deja caer desde un avión y detona, lo que provoca la muerte de cientos de miles de personas inocentes.
Durante el crossover de One Year Later, Plasmus se reincorpora a la Hermandad del Mal. También se le ve en Salvation Run. Es utilizado por Lex Luthor como fuente de energía para un dispositivo de teletransportación y muere cuando se autodestruye.
Plasmus aparece en Blue Beetle # 1 de The New 52 (un reinicio de 2011 del universo de DC Comics). Es uno de los villanos que busca el escarabajo con Phobia y Warp para la Hermandad del Mal.

## Poderes y habilidades
Con su cuerpo convertido químicamente, el toque ardiente de Plasmus puede provocar una muerte feroz en quienquiera que haga contacto físico, reduciéndolo así a un estado protoplásmico. Su toque es incurable y ningún ser humano normal lo ha resistido. Plasmus posee una inmensa fuerza, resistencia y durabilidad, así como capacidades de autocuración.

## En otros medios

### Televisión
- Plasmus aparece en Teen Titans, efectos vocales proporcionados por Dee Bradley Baker. El alter ego de esta versión se transforma incontrolablemente en un gran monstruo de lodo magenta cuando está despierto, y solo vuelve a su forma humana cuando está dormido o inconsciente. Además, en su forma monstruosa, Plasmus puede separar cantidades variables de sí mismo, que pueden actuar de forma independiente y, a menudo, adoptar formas de cangrejo. Introducido en el episodio piloto "Divide and Conquer", Plasmus es encarcelado y mantenido dentro de una cámara de estasis hasta que Cinderblock lo saca para luchar contra los Jóvenes Titanes en nombre de Slade. En el episodio "Transformación", los Titanes, sin darse cuenta, mezclan a Plasmus con aguas residuales sin tratar, transformándolo en una forma de múltiples ojos con la capacidad de escupir ácido. En "Aftershock (Parte 2)", Plasmus se fusiona temporalmente con Cinderblock y Overload en "Ternion", pero finalmente se separan entre sí. Después de la muerte de Slade, Plasmus se une a la Hermandad del Mal en la quinta temporada, solo para ser congelado junto a ellos por los Titanes.
- Plasmus aparece en el episodio de Teen Titans Go!, "¡Estás despedido!". Esta versión se parece a la encarnación posterior a la mutación de la serie animada Teen Titans.
- Plasmus aparece en Young Justice: Outsiders, con la voz de Yuri Lowenthal. Esta versión es un niño que fue mutado por el Dr. Simon Ecks y cayó bajo el control del Conde Vértigo. Además, Otto tiene una hermana llamada Ana (con la voz de Grey Griffin), que también se transformó en un monstruo parecido a la lava llamado "Plasma" y cayó bajo el control de la Luz. Después de que el corazón de Ana se da por vencido mientras se ve obligada a luchar contra la Liga de la Justicia, Otto se ve obligado a luchar contra los Forasteros. Mientras Black Lightning libera a Plasmus del control de Vértigo, un civil preocupado mata a este último, creyendo que era un monstruo.

### Varios
Plasmus aparece en el cómic vinculado a la Liga de la Justicia Ilimitada.